# Johann Gottlob Haase
Johann Gottlob Haase auch Johannes Gottlieb Hase (* 14. Dezember 1739 in Leipzig; † 10. November 1801 ebenda) war ein deutscher Mediziner.

## Leben
Haase besuchte die Thomasschule zu Leipzig. Danach studierte er an der Universität Leipzig und promovierte 1765 zum Doktor der Medizin. Er  widmete sich besonders der Anatomie und wurde 1774 außerordentlicher Professor an der medizinischen Fakultät. 1784 wurde er ordentlicher Professor der Anatomie und Chirurgie und 1787 korrespondierendes Mitglied der Königlichen Gesellschaft der Wissenschaften in Göttingen. Haase war in den Wintersemestern 1789, 1795 Rektor der Alma Mater.
Haase starb an einem Herzinfarkt. Er hatte sich vor allem auf dem Gebiet der Knorpels, der Muskulatur, des Kapillar- und des Lymphensystems hervorgetan. Sein Sohn Wilhelm Andreas Haase (1784–1837) wurde ebenfalls Professor der Medizin. Zudem ist sein Sohn Karl Heinrich Haase bekannt.

## Werke
- Diss. Zootomiae specimen sistens comparationem clavicularum animantium brutorum cum humanis. Langenhem, Leipzig 1765. (Mit Carl Frey) (Digitalisat)
- De fabrica cartilagium. Langenhem, Leipzig 1767. (Digitalisat)
- Progr. Experimenta anatomica ad nutritionem unguium declarandam capta. Langenhem, Leipzig 1774. (Digitalisat)
- (Haase als Praeses) Johann August Caemmerer: De unguine articulari ejusque vitiis. Langenhem, Leipzig 1774. (Digitalisat)
- (Haase als Praeses) Carl Gottlob Krause: Dissertatio anatomico-physiologica De motu chyli et lymphae glandulisque congobatis. Jacobaeer, Leipzig 1778. (Digitalisat)
- (Haase als Praeses) Michael Christian Justus Eschenbach: De usu opii salubri et nexio in morbis inflammatoriis. Langenhem, Leipzig 1780. (Digitalisat)
- Cerebri nervorumque corporis humani anatome repetita, cum duabus tabulis. Junius, Leipzig 1781. (Digitalisat)
- (Haase als Praeses) Gottlob Friedrich Richter: Dissertatio Chirurgico-Medica De Gravidarum Varicibus. Klaubarth, Leipzig 1781. (Digitalisat)
- Myotomiae specimen, quo musculi pharyngis velique palatini observationibus quibusdam illustrati continentur. Klaubarth, Leipzig 1784. (Digitalisat)
- De adminiculis motus muscularis. Klaubarth, Leipzig 1785. (Digitalisat)
- De vasis cutis et intestinorum absorbentibus plexibusque lymphaticis pelvis humanae annotationes anatomicae cum iconibus. Junius, Leipzig 1786. (Digitalisat)
- De ventriculis cerebri tricornibus lucubrationes anatomicae. Bueschel, Leipzig 1789. (Digitalisat (Titelblatt fehlerhaft))
- De nervo phrenico dextri lateris duplici parisque vagi per collum decursu. Leipzig 1790.
- Animadversiones de plexibus cesophageis nervosis parisque vagi per pectus decursu. Leipzig 1791,
- De hernia a diverticulo intestini ilei nata. Leipzig 1791, 1792
- De nervis narium internis. Leipzig 1791. (Digitalisat)
- De fine arteriarum earumque cum venis anastomosi. Klaubarth, Leipzig 1792.
- De nervo maxillari superiore, sive secundo ramo quinti paris nervorum celebri. Leipzig 1793. (Digitalisat)
- De narium morbis. Leipzig 1794. (1. Ausgabe Digitalisat), (2. Ausgabe)